# Benthana iporangensis
Benthana iporangensis là một loài chân đều trong họ Philosciidae. Loài này được Lima & Silveira-Serejo miêu tả khoa học năm 1993.